# Teleborgs slott

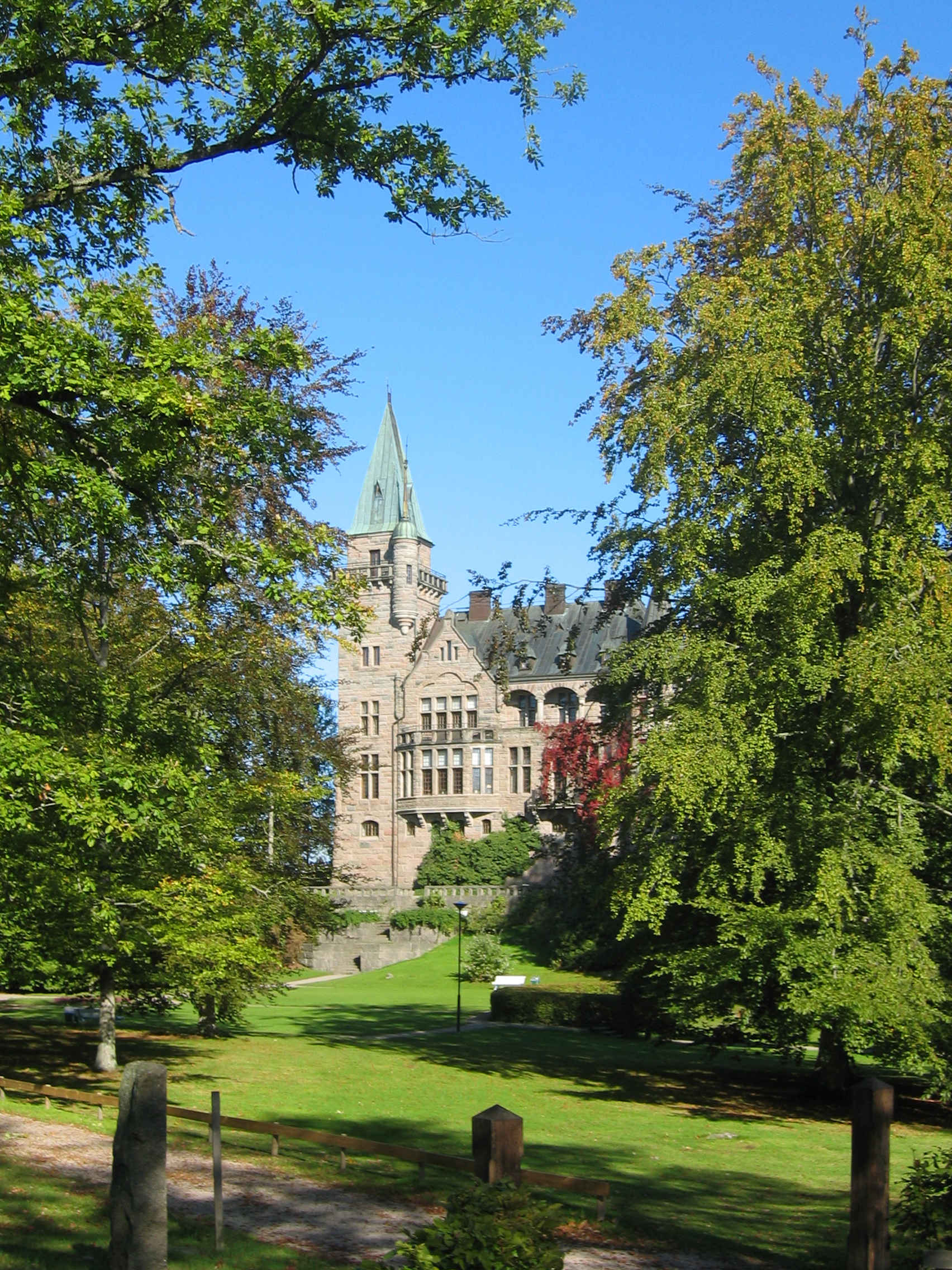
Slottsparken

Teleborg är ett slott i Växjö socken i Växjö kommun. Det är beläget ca 4–5 km söder om Växjö centrum och byggt under slutet av 1800-talet vid sjön Trummens strand inom dagens universitetsområde.
Huvudbyggnaden ligger, likt en riddarborg, på en klippudde i sjön. Den är uppförd i tegel, med yttersidorna klädda med röd och grå granit i tre våningar efter ritningar av arkitektkontoret Lindvall & Boklund i Malmö (August Lindvall och Harald Boklund). I ena hörnet finns ett fyrkantigt huvudtorn, och i det motsatta ett mindre runt torn.
Idag bedrivs restaurang- och konferensverksamhet på slottet.

## Historik
Namnet kommer från den av de större byarna söder om Växjö som hette Telestad. Dess gårdar lades på 1840-talet under storgården Tuvan genom godsägaren J. Aspelin.
Tuvan hade uppförts 1819 av en garvare Björklund i Växjö. I den dåvarande huvudbyggnaden bodde Esaias Tegnér åren 1825–1827, innan han flyttade in till Växjö biskopsgård. Sedan gården bytt ägare flera gånger köptes den av greve Gustav Fredrik Bonde af Björnö (1842–1909), som genom arkitektfirma Lindvall & Boklund lät uppföra slottet, inspirerad av Rhendalens riddarborgar, som något försenad bröllopsgåva till sin andra hustru Anna Koskull (1868–1917), som han hade varit förmyndare för. Slottet stod färdigt 1900, och ingick då i ett tvåledsfideikommiss
Fredrik Bonde avled redan 1909 och hustrun åtta år senare. Teleborg tillföll då grevens brorson kammarherren greve Christer Bonde af Björnö (1869–1956), född på Trolleholm, som drev slottet som flickpension och pensionat några år. 1931 flyttade Christer Bonde själv in och anlade samtidigt en slottspark. Hans son ambassadrådet i Rom greve Fredrik Ulf Bonde (1902–1981) ärvde slottet 1956, men sålde det 1964 till Växjö stad för en summa av 3,5 miljoner kronor. Därmed avvecklades också fideikommisset. Idag ägs slottet av Vöfab och arrenderas av Runosson & Co.